# SD 4 HL
La SD 4 HL (SD 4 HL sta per Sprengbombe Dickwandig Hohlladung, Bomba semiperforante a carica cava in lingua tedesca, 4 è il peso il Kg) era una bomba d'aereo a carica cava utilizzata contro i mezzi corazzati da parte della Luftwaffe durante la seconda guerra mondiale.

## Caratteristiche
La bomba formava la submunizione anticarro per le bombe a grappolo tedesche AB 500 (contenente 74 submunizioni)  e la AB 250 (40 submunizioni). L'esplosione della carica cava da 350 g di TNT era in grado di penetrare una corazza spessa 60 mm inclinata di 60°.